# Máquina!

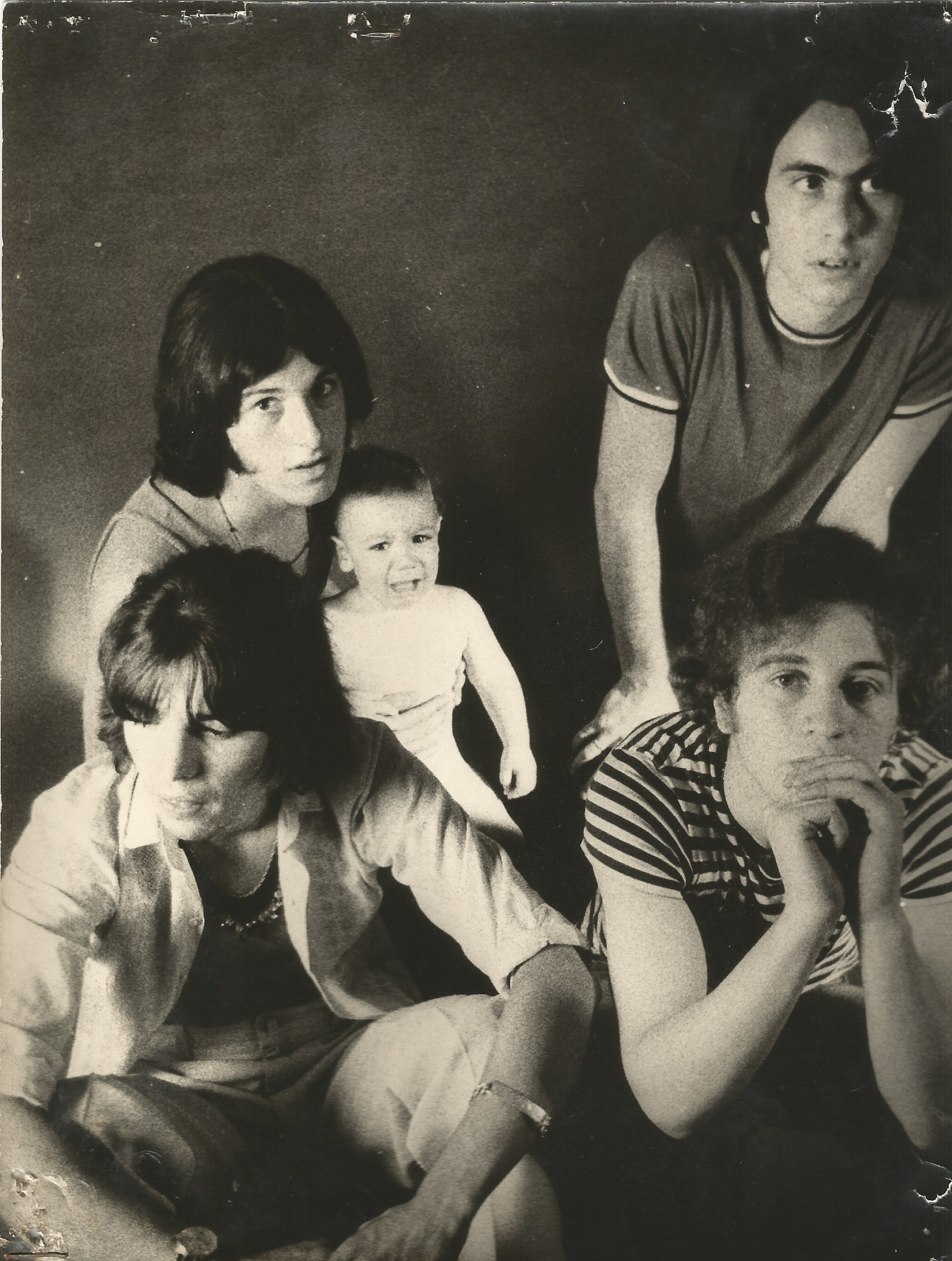
Màquina! en 1969, De izquierda a derecha y de arriba abajo: Jordi Batiste, niño desconocido, Enric Herrera, Jackie García y Luigi Cabanach

Máquina! (en catalán Màquina!) fue un grupo de rock progresivo y psicodélico fundado en Barcelona en 1969 y disuelto en 1972. Fueron pioneros del rock progresivo en España y están considerados como uno de los mejores grupos de rock de los años 70. Su primer disco, "Why?", es probablemente el más recordado del progresivo español y uno de los mejores discos de rock grabados en España.

## Inicios
El origen de Máquina! se encuentra como banda de acompañamiento de los diversos grupos que formaban el Grup de Folk durante el año 1968; en especial del cantante Jaume Sisa, con el que tocaban bajo el nombre de La Companyia, SL.
Tras la disolución del Grup de Folk, Jordi Batiste y Enric Herrera deciden formar su propio grupo y pasarse al rock. Primero entra el baterista Santiago García “Jackie”. Según explica Herrera en el libro “Barcelona, del rock progresivo a la música layetana”, la intención inicial era ser un trío en el que él tocaría guitarra y teclado, como Steve Winwood en The Spencer Davis Group, pero la llegada de Lluís Cabanach “Luigi”, forzó un cambio de planes y la banda pasaría a ser un cuarteto.
El line-up final sería: Jordi Batiste, bajo, voz y flauta; Enric Herrera, piano, órgano Hammond y arreglos musicales; Luigi, guitarra; Jackie, batería. Las mayoría de las canciones las componían juntos Batiste (letra) y Herrera (música). En toda la música de Máquina! se puede apreciar el talento de Herrera como conductor, siendo el teclado, en la gran mayoría de los casos, el instrumento que dirige las canciones.
El grupo Máquina! hizo su música siempre en inglés, según dicen, para diferenciarse de la corriente catalana de la Nova Cançó, y del pop español comercial de la época. Puesto que en España no se estudiaba este idioma en aquella época, los títulos de los singles solían ir acompañados de la traducción al castellano, que no siempre era literal. El inglés lo habían aprendido de forma autodidacta y, por supuesto, había errores gramaticales y de pronunciación.
Con el apoyo de Ángel Fábregas y su sello Als 4 Vents, donde trabajan a cambio de grabaciones y promoción, editaron su primer single en agosto de 1969: "Lands of Perfection/Let’s Get Smashed". La Cara A del single era una canción con un gran protagonismo de órgano Hammond y un marcado estilo de rock psicodélico. La Cara B era un alegre jazz instrumental dirigido por el piano. 
Este primer sencillo recibió una buena acogida en ventas, 10.000 copias, y en crítica. Aunque también se remarcaba el poco futuro de este tipo de música en España. En su presentación en Madrid en el mes de septiembre fueron echados de varios clubs por el tipo de música que hacían. La presentación en Barcelona, en el San Carlos Club, en octubre, fue mucho mejor recibida.
A finales de ese mismo año y ya con un nuevo baterista, Josep Maria Vilaseca “Tapioles” o “Tapi”, publicarían el single "Earth’s Daughter/Look Away Our Happiness". En este segundo trabajo se aprecia una evolución considerable. La Cara A es un cuidado tema pop con arreglos orquestales a cargo de Enric Herrera. La Cara B, un tema rock de gran originalidad dirigido magistralmente por el órgano Hammond. Este segundo sencillo tendría todavía un éxito considerable con 7.000 copias vendidas.

## Fama
Máquina! se convirtió rápidamente en el grupo de referencia dentro de las corrientes alternativas de la época. Algunos llegaron a pensar que eran un grupo extranjero por sus letras en inglés y su sonido eléctrico y diferente. Ya en diciembre de 1969 muchas publicaciones los consideran el grupo de moda. Esta ascensión meteórica a la fama los convirtió en el símbolo del progresivo español y acabaría volviéndose en su contra cuando algunos de sus componentes buscaron un cambio de estilo.
El punto álgido de su carrera fue, probablemente, el concierto realizado el 22 de febrero de 1970 en el Salón Iris de Barcelona, un local de gran capacidad dedicado a combates de boxeo y bailes de salón. La importancia de este recital radica en la enorme atención que atrajo en el ambiente cultural de la ciudad, ya que asistieron un gran número de periodistas, músicos y personalidades relevantes de la cultura. Se considera que este concierto supuso el nacimiento oficial del rock progresivo en España.
Uno de los puntos fuertes de Máquina! fue la combinación del concierto-espectáculo, algo que Jordi Batiste disfrutaba y hacía con maestría, con una música elaborada y técnica que corría a cargo de Enric Herrera. Ambos rechazaban la visión musical del otro, pero supieron convivir con sus diferencias y dieron lugar a un grupo de marcada personalidad con buena música y un directo único.

## Primer LP
En mayo de 1970, en medio de la preparación de su primer LP, Jordi Batiste es llamado a filas. Para suplir su baja entra el guitarrista Josep Maria París, que volvía de una larga estancia en Suecia. La sustitución real de Batiste sería el guitarrista original de la banda, Luigi, que pasaría a tocar el bajo y cantar. Como resultado de este cambio, en la contraportada del disco salen las caras de los cinco componentes que intervinieron en la grabación, dando lugar a la falsa creencia de que Máquina! era un quinteto. 
El álbum “Why?” está considerado como uno de los discos más destacables del rock español a pesar de que sus ventas no fueron muy elevadas. Según la publicidad de la época, se grabó en cuatro horas y en su versión original consta apenas de cuatro cortes. Uno de ellos es la canción Why?, una composición de tres minutos en la que empezaron a improvisar y se alargó a los 25 minutos (partidos en dos mitades). Otro corte destacable es el blues instrumental I Believe, con el que abre el disco. La última canción es Let Me Born, un tema pop-rock muy elaborado de tintes Beatlescos. 
En septiembre de 1970, Enric Herrera abandona el grupo, algo que tuvo poca relevancia mediática debido a que poco después, en septiembre u octubre, se incorporó al ejército por el obligado servicio militar de la época. Sin embargo, a finales de ese mismo año comenzó a formar una Máquina! alternativa junto al trío de blues-rock Crac: Emili Baleriola, guitarra; Salvador Font, batería; Carles Benavent, bajo.

## Duplicidad de Máquinas!
A principios de 1971 se conocen los planes de Enric Herrera de formar una nueva banda, con una sección de vientos y un estilo jazz-rock como Chicago o Blood, Sweat & Tears. Esta situación de duplicidad confunde a público y periodistas. Herrera incluso inicia trámites legales para conseguir los derechos para editar en exclusividad bajo el nombre de Máquina!, algo que acabaría consiguiendo. 
La Máquina! inicial sigue funcionando como trío durante un tiempo, con la colaboración temporal del tecladista Álvaro Is Rojas. Con esta formación tocarían en el Primer Festival Permanente de Música Progresiva en noviembre y diciembre de 1970. Luigi es llamado a principios de 1971. Tras quedar reducidos a dúo y sin cantante, París decide volver a Suecia y Tapi forma su propia banda, Tapiman, para cumplir con los conciertos contratados como Máquina!
La nueva Máquina! publica en febrero su primer single con este nuevo estilo, pero aún sin cantante fijo, por lo que es Baleriola el que de forma excepcional cubriría esta faceta para "Sun Bring the Summer" (sic). La segunda canción "Burning Butts", sería instrumental, ambas compuestas por Enric Herrera en solitario. En este trabajo se aprecia claramente el nuevo estilo que quiere recrear Herrera.
La presentación de la nueva y reformada Máquina! se produce por todo lo alto en el Palacio de la Música Catalana, el 12 de marzo de 1971, junto al cantautor Enric Barbat. Sin embargo, este brusco cambio de estilo desconcierta a todos. Los periodistas alaban la calidad de la banda pero lamentan que hayan perdido su originalidad inicial y su facilidad para el espectáculo y el público parece no perdonar que el símbolo del progresivo español ahora se decante por el jazz-rock, el soul y el blues. La prensa pasa a llamarlos los Chicago españoles.
A esta situación se une que el líder, Enric Herrera, se encuentra haciendo el servicio militar y sólo está presente cuando tiene permisos. El nuevo line-up oscila entre los 6 y los 8 miembros y está en constante cambio. La mayoría de los músicos abandonan la banda después de unos meses y Máquina! sobrevive fundamentalmente gracias a la sección rítmica formada por Crac y que se mantendría estable durante toda la existencia de la banda. Otro de los miembros más estables sería el saxofonista alemán Peter Rohr (o Roar, transcripción fonética de su apellido con la que a veces se le incluía en los créditos).
Por la banda pasan todo tipo de músicos: los argentinos Carlos Avallone y Ramón Solís, procedentes de Yerba Mate. La cantante y flautista canadiense Arta Abelle. Los músicos españoles Juan Mena y Ramón Mora. El cantante estadounidense Teddy Ruster (o Raster) y el austríaco Hubert Grillberger. Conseguir sustituto cuando un músico se marchaba era una tarea difícil ya que había pocos músicos de viento que quisieran hacer ese tipo de música en Barcelona.
El cantante original de la banda, Jordi Batiste, no tuvo permisos durante su servicio militar como penalización por haber cantando en catalán con su grupo folk-rock Els 3 Tambors en los años sesenta. Herrera contó con su participación en todo momento, pero a su salida, Batiste no se unió a la banda. Cabe decir en su defensa, que la Máquina! que se encontró Batiste no contenía ningún miembro original del grupo (ya que Herrera continuaba haciendo el servicio militar) y hacían un tipo de música marcadamente distinta a la inicial.

## Crisis
Publicarían un segundo single a principios de 1972 llamado "Take it Easy/King Kong Rides Again". La primera sería una canción funky cantada por el norteamericano Ruster, escrita por Herrera y Benavent y que les merecería acusaciones de haberse convertido en un grupo comercial, por lo que de nuevo, más rechazo por parte de prensa y público. La segunda es un tema instrumental autoría de Rohr. 
Máquina! languidece víctima de su propia leyenda, incapaz de convencer al público con su nuevo estilo y con una formación permanentemente inestable que no hace más que confundir aún más a sus seguidores. Un intento de hacer su música más fácil de escuchar les merece la acusación de comerciales (algo de lo que el progresivo de la época huía y no podía perdonar). 

## Segundo LP y Desaparición
Finalmente, Máquina! recupera de forma permanente a Herrera, que a su vez convence a Batiste para acompañarles en una gira veraniega. El reclamo de Batiste queda descafeinado al limitarse su participación a cantar algunas canciones, la mayoría temas antiguos de Máquina! adaptados al nuevo estilo, ya que el bajo corría a cargo de Benavent. En el transcurso de esta gira graban los días 7 y 8 de julio, en el Casino Aliança de Poblenou (Barcelona) un doble disco titulado “En Directo”. 
Los rumores de separación que surgieron se confirmaron finalmente con la edición del LP en noviembre de 1972. Paradójicamente, después de muchas críticas, este hecho fue lamentado por periodistas como Albert Mallofré, de La Vanguardia, o la revista Disco Exprés, que les dedicó un especial de tres números contando la historia de la banda e incluso ofrecía el doble LP del grupo con un cupón que venía en la revista.
Como dato curioso, se puede mencionar que Máquina! fue el primer grupo de rock en tocar en el Palacio de la Música Catalana o al aire libre en la Plaza de Cataluña. Además, editaron el primer disco doble y en directo de la historia de la música en España. La noche del 22 al 23 de mayo de 1971 actúan en el Festival de Música Progresiva de Granollers, que pretendía ser una versión española del Festival de la Isla de Wight.

## Regresos
Entre 2004 y 2007, Jordi Batiste recuperó a la banda Máquina! para una serie de conciertos. En esta vuelta colaboraron Luigi Cabanach y Emili Baleriola, y de forma ocasional, Carles Benavent y Josep Maria París. Salvador Font y Enric Herrera nunca participaron en este retorno.
A partir de 2012 y con motivo de trabajos que recordaban a Máquina! o el progresivo catalán, Jordi Batiste y Emili Baleriola tocaban juntos en ocasiones puntuales bajo el nombre de Get to Máquina!

## Publicaciones
Aparte de los dos LPs de Máquina, disponibles en formato LP y en CD, también se han publicado diversos trabajos que recuperan material de la época que estaba perdido. 
En 1982, Ángel Fábregas publicó un single de dos canciones de un directo de Máquina! con la cantante Arta Abelle. A este disco lo llamó “Funciona…” porque, según explicaba con un escrito, la música de Máquina! “todavía funciona”. En 2004, Wah Wah Supersonic Sounds editó “… Funciona”, un doble LP con canciones la mayoría inéditas que incluían sesiones de estudio de Chains y de Blues en Fa, rarezas como Simfonia d’Enric Herrera y dos directos que incluye una improvisación con Geeno Washington. En 2010, Picap publica el CD “Let’s Get Smashed”, que contiene todos los sencillos de Máquina!, dibujando una curiosa evolución en su estilo, junto a los dos temas en directo que publicó Fábregas en 1982.
En formato libro se puede leer sobre Máquina! principalmente en "Historia y Poder del Rock Català", de Jordi Sierra i Fabra. Y en "Barcelona, del rock progresivo a la música layetana", de Àlex Gómez Font.

## Discografía
- Larga Duración
  - Why? (Diabolo/Als 4 Vents, 1970)
  - En Directo (Als 4 Vents, 1972)
  - ... Funciona! (Wah Wah, 2004)
  - Lets Get Smashed (Picap, 2010)

- Corta Duración
  - Lands of Perfection/Let's Get Smashed (Diábolo, 1969)
  - Earth's Daughter/Look Away Our Happiness (Diábolo, 1969)
  - I Believe/Thank You (Diábolo, 1970)
  - Sun bring the summer/Burning butts (Ariola, 1971)
  - Take it easy/King Kong Rides Again (Diábolo, 1972)
  - Funciona...! (Als 4 Vents, 1982)

- Recopilaciones
  - Música Progressiva a Catalunya N.º 1 (Concèntric, 1970)
  - Música Progresiva Española Vol. 1 (Ariola, 1971)
  - Descubrimiento del Tesoro Musical de los Años 70 (Apolo Records, 1978)
  - Grandes Grupos Españoles Paso a Paso, 1960-1977 (K-Tel International, 1978)
  - Barcelona Progressiva (Picap, 2011)